# Piet van der Touw
Pieter Carel Cornelis "Piet" van der Touw (Rijswijk, 29 november 1940) is een Nederlands voormalig baanwielrenner. Hij won in 1965 de Zesdaagse van Melbourne, samen met Bill Lawrie. In 1961 en 1962 werd hij tweede en 1966, 1976 en 1977 werd hij derde op de Nederlandse kampioenschappen sprint. In 1963 en 1964 werd hij op dit onderdeel Nederlands kampioen.In 1959 en 1960 werd hij Nederlands kampioen 300 meter sprint op de weg.
Van der Touw deed namens Nederland tweemaal mee aan de Olympische Zomerspelen, in Olympische Zomerspelen 1960 (Rome) en in Olympische Zomerspelen 1964 (Tokio). In 1960 deed hij mee aan de sprint en de tijdrit. Op de sprint werd hij uitgeschakeld in de vierde heat, op de tijdrit werd hij vierde, na een tijdlang eerste te hebben gestaan met een nieuwe Olympisch record.
In 1964 deed hij ook mee aan de sprint en tijdrit, alsook aan de tandemsprint, samen met Aad de Graaf. Op de sprint werd hij wederom uitgeschakeld, in de derde heat. Op de tijdrit eindigde hij weer als vierde, evenals op de tandemsprint.

## Overwinningen
1959 Nederlands kampioen sprint op de weg.
196o Nederlands kampioen sprint op de weg.
1963  Nederlands kampioen sprint op de baan
1964  Nederlands kampioen sprint op de baan
- 1965 Zesdaagse van Melbourne (met Bill Lawrie)